# Patty Schnyder
Patty Schnyder (Basilea, 14 dicembre 1978) è un'ex tennista svizzera.

## Carriera
Dopo aver avuto problemi personali con la famiglia, Patty Schnyder è diventata giocatrice professionista nell'agosto 1994. Nel 1993 e nel 1994 ha vinto i campionati nazionali svizzeri. Pur non essendo continua nel rendimento, è dotata di un modo di giocare molto particolare, pieno di cambi di ritmo, diverso da quello di tutte le altre giocatrici, dote assai preziosa che le permette di mettere in difficoltà anche le giocatrici più forti. In carriera ha vinto contro giocatrici del calibro di Steffi Graf, Serena Williams, Lindsay Davenport, Jennifer Capriati, Amélie Mauresmo, Mary Pierce, Justine Henin e Marija Šarapova.
Si adatta facilmente a qualsiasi tipo di superficie (cemento, sintetico, terra battuta verde e terra battuta rossa) esclusa l'erba, come testimoniano gli scarsi risultati ottenuti al celebre torneo di Wimbledon. Nel 1995 è stata la giocatrice che più ha migliorato la propria classifica nel circuito avanzando di ben 634 posizioni. Da quel momento la sua carriera è stata tutta in crescendo. Nel 1998 ha vinto 5 tornei WTA e è entrata nella top 10, al decimo posto. Nel 1999 ha raggiunto l'ottava posizione in classifica.
Nel momento più felice della sua carriera però si è imbattuta in Rainer Harnecker, un guaritore ben più anziano di lei indagato in Germania per aver esercitato medicina alternativa senza un'adeguata licenza. Cosa sia successo, nel dettaglio, non si sa. Scriveva Robert Finn sul New York Times il 14 marzo 1999: "La principessa del tennis e il suo guru hanno scelto un tavolo al sole, consumano un pranzo a base di fagioli, verdure e succhi di guava. Secondo il suo ex allenatore, il suo ex preparatore atletico e i suoi ex genitori (visto che l'hanno messa alla porta) la tennista ha subito un lavaggio del cervello ed è stata virtualmente rapita. Rainer Harnecker, guaritore tedesco, è sotto inchiesta in Germania per aver praticato medicina alternativa senza le dovute autorizzazioni". Per certo sappiamo che Patty Schnyder iniziò a perdere molti incontri e scese di molte posizioni in classifica. Per far venire a luce la verità, la tennista svizzera ha deciso di scrivere un libro, The White Mile.
L'altro Rainer nella vita di Patty Schnyder arrivò quando i suoi genitori decisero di assoldare un investigatore privato per aiutarla a risolvere i problemi che Harnecker le stava causando. Questo investigatore, Rainer Hoffman, diventerà poi marito e allenatore di Patty Schnyder. Il loro matrimonio è stato celebrato il 5 dicembre 2003. Raggiunto un equilibrio nella vita privata, Patty ha ricominciato lentamente a vincere qualche torneo (era ormai scivolata oltre la trentesima posizione nel rank WTA), come ad esempio il torneo Tier I di Zurigo nel 2002 battendo in finale Lindsay Davenport. Nel 2005, l'anno dal rendimento più continuo, ha raggiunto 5 finali, di cui 2 sono state vinte (Gold Coast, Cincinnati) e 3 perse (Roma contro Amélie Mauresmo, Zurigo contro Lindsay Davenport e Linz contro Nadia Petrova).
Nel novembre 2005 ha partecipato al Master di fine anno a Miami (ottimo risultato visto che solo 8 giocatrici sono state ammesse al prestigioso torneo), classificandosi terza nel girone di qualificazione. In seguito a questo torneo ha raggiunto la settima posizione in classifica, il suo piazzamento più alto ottenuto in carriera. In carriera ha vinto 10 tornei di singolare del circuito WTA. La sua migliore performance in un torneo del Grande Slam è la semifinale raggiunta agli Australian Open nel 2004.
Ha disputato diversi tornei da doppista aggiudicandosi quattro titoli, nel 1998 ad Amburgo con Barbara Schett, nel 2002 ad Anversa con Magdalena Maleeva, nel 2003 e nel 2004 a Parigi con Barbara Schett. Ha giocato in doppio anche con altre giocatrici, tra cui Jelena Dokić, Daniela Hantuchová e Amélie Mauresmo, senza però ottenere risultati particolarmente brillanti. La sua partner più frequente è stata Barbara Schett. Ha annunciato il ritiro in occasione della sconfitta al primo turno al Roland Garros 2011, ma nel 2015 è rientrata nel circuito.

## Curiosità
- Quando era la numero 15 del mondo, ha sconfitto l'austriaco Patrik Mayr in due set durante un match della Battaglia dei sessi che si è tenuto in Austria. Mayr era il numero 1162 del ranking ATP.

## Statistiche WTA

### Singolare

#### Vittorie (11)
| Legenda                         |
| ------------------------------- |
| Grande Slam (0)                 |
| Ori Olimpici (0)                |
| WTA Finals / Grand Slam Cup (0) |
| Tier I (1)                      |
| Tier II (1)                     |
| Tier III (5)                    |
| Tier IV (3)                     |
| Tier V (1)                      |

| No. | Data              | Torneo                                       | Superficie    | Avversario in finale | Punteggio           |
| 1.  | 18 gennaio 1998   | Moorilla Hobart International, Hobart        | Cemento       | Dominique Monami     | 6–3, 6–2            |
| 2.  | 22 febbraio 1998  | Faber Grand Prix, Hannover                   | Sintetico (i) | Jana Novotná         | 6–0, 2–6, 7–5       |
| 3.  | 24 maggio 1998    | WTA Madrid Open, Madrid                      | Terra rossa   | Dominique Monami     | 3–6, 6–4, 6–0       |
| 4.  | 12 luglio 1998    | WTA Austrian Open, Maria Lankowitz           | Terra rossa   | Gala León García     | 6–2, 4–6, 6–3       |
| 5.  | 19 luglio 1998    | Internazionali Femminili di Palermo, Palermo | Terra rossa   | Barbara Schett       | 6–1, 5–7, 6–2       |
| 6.  | 10 gennaio 1999   | Australian Women's Hardcourt, Gold Coast     | Cemento       | Mary Pierce          | 4–6, 7–6(5), 6–2    |
| 7.  | 11 novembre 2001  | PTT Pattaya Open, Pattaya                    | Cemento       | Henrieta Nagyová     | 6–0, 6–4            |
| 8.  | 20 ottobre 2002   | Zürich Open, Zurigo                          | Sintetico (i) | Lindsay Davenport    | 6(5)–7, 7–6(8), 6–3 |
| 9.  | 8 gennaio 2005    | Australian Women's Hardcourt, Gold Coast (2) | Cemento       | Samantha Stosur      | 1–6, 6–3, 7–5       |
| 10. | 24 luglio 2005    | Cincinnati Open, Cincinnati                  | Cemento       | Akiko Morigami       | 6–4, 6–0            |
| 11. | 14 settembre 2008 | Commonwealth Bank Tennis Classic, Bali       | Cemento (i)   | Tamira Paszek        | 6–3, 6–0            |

#### Sconfitte (16)
| Legenda: Prima del 2009             | Legenda: Dal 2009     |
| ----------------------------------- | --------------------- |
| Grande Slam (0)                     |                       |
| Argenti Olimpici (0)                |                       |
| WTA Finals (0) / Grand Slam Cup (1) |                       |
| Tier I (5)                          | Premier Mandatory (0) |
| Tier II (4)                         | Premier 5 (0)         |
| Tier III (2)                        | Premier (0)           |
| Tier IV (1)                         | International (3)     |
| Tier V (0)                          | International (3)     |

| No. | Data              | Torneo                             | Superficie    | Avversario in finale | Punteggio     |
| 1.  | 15 settembre 1996 | Pupp Czech Open, Karlovy Vary      | Terra rossa   | Ruxandra Dragomir    | 2.6, 6-3, 4-6 |
| 2.  | 28 settembre 1998 | Grand Slam Cup, Monaco             | Cemento (i)   | Venus Williams       | 2-6, 6-3, 2-6 |
| 3.  | 16 luglio 2000    | WTA Austrian Open, Klagenfurt      | Terra rossa   | Barbara Schett       | 7-5, 4-6, 4-6 |
| 4.  | 12 luglio 2001    | WTA Austrian Open, Vienna (2)      | Terra rossa   | Iroda Tulyaganova    | 3-6, 2-6      |
| 5.  | 21 aprile 2002    | Family Circle Cup, Hilton Head     | Terra verde   | Iva Majoli           | 6(5)-7, 4-7   |
| 6.  | 15 maggio 2005    | Internazionali BNL d'Italia, Roma  | Terra rossa   | Mary Pierce          | 6-3, 3-6, 4-6 |
| 7.  | 23 ottobre 2005   | Open di Zurigo, Zurigo             | Sintetico (i) | Lindsay Davenport    | 6(5)-7, 3-6   |
| 8.  | 30 ottobre 2005   | Generali Ladies Linz, Linz         | Cemento (i)   | Nadia Petrova        | 6-4, 3-6, 1-6 |
| 9.  | 16 aprile 2006    | Family Circle Cup, Charleston (2)  | Terra verde   | Nadia Petrova        | 3-6, 6-4, 1-6 |
| 10. | 30 luglio 2006    | Bank of the West Classic, Stanford | Cemento       | Kim Clijsters        | 4-6, 2-6      |
| 11. | 16 luglio 2007    | Acura Classic, San Diego           | Cemento       | Marija Šarapova      | 2-6, 6-3, 0-6 |
| 12. | 28 ottobre 2007   | Generali Ladies Linz, Linz (2)     | Cemento (i)   | Daniela Hantuchová   | 4-6, 2-6      |
| 13. | 9 marzo 2008      | Bangalore Open, Bangalore          | Cemento       | Serena Williams      | 5-7, 3-6      |
| 14. | 12 luglio 2009    | Hungarian Grand Prix, Budapest     | Terra rossa   | Ágnes Szávay         | 6-2, 4-6, 2-6 |
| 15. | 11 luglio 2010    | Hungarian Grand Prix, Budapest (2) | Terra rossa   | Ágnes Szávay         | 2-6, 4-6      |
| 16. | 17 ottobre 2010   | Generali Ladies Linz, Linz (3)     | Cemento (i)   | Ana Ivanović         | 1-6, 2-6      |

### Doppio

#### Vittorie (5)
| Legenda          |
| ---------------- |
| Grande Slam (0)  |
| Ori Olimpici (0) |
| WTA Finals (0)   |
| Tier I (0)       |
| Tier II (5)      |
| Tier III (0)     |
| Tier IV (0)      |
| Tier V (0)       |

| N. | Data             | Torneo                               | Superficie    | Compagna            | Avversarie in finale                   | Punteggio     |
| 1. | 3 maggio 1998    | Betty Barclay Cup, Amburgo           | Terra rossa   | Barbara Schett      | Martina Hingis Jana Novotná            | 7-6, 3-6, 6-3 |
| 2. | 17 febbraio 2002 | Proximus Diamond Games, Anversa      | Sintetico (i) | Magdalena Maleeva   | Nathalie Dechy Meilen Tu               | 6–3, 6–7, 6–3 |
| 3. | 9 febbraio 2003  | Open GDF Suez, Parigi                | Sintetico (i) | Barbara Schett      | Marion Bartoli Stéphanie Cohen-Aloro   | 2–6, 6–2, 7–6 |
| 4. | 15 febbraio 2004 | Open GDF Suez, Parigi (2)            | Sintetico (i) | Barbara Schett      | Silvia Farina Elia Francesca Schiavone | 6-3, 6-2      |
| 5. | 5 ottobre 2008   | Porsche Tennis Grand Prix, Stoccarda | Cemento (i)   | Anna-Lena Grönefeld | Květa Peschke Rennae Stubbs            | 6-2, 6-4      |

#### Sconfitte (11)
| Legenda: Prima del 2009 | Legenda: Dal 2009     |
| ----------------------- | --------------------- |
| Grande Slam (0)         |                       |
| Argenti Olimpici (0)    |                       |
| WTA Finals (0)          |                       |
| Tier I (1)              | Premier Mandatory (0) |
| Tier II (4)             | Premier 5 (0)         |
| Tier III (1)            | Premier (1)           |
| Tier IV (3)             | International (1)     |
| Tier V (0)              | International (1)     |

| N.  | Data            | Torneo                                         | Superficie    | Compagna             | Avversarie in finale                | Punteggio           |
| 1.  | 6 aprile 1998   | Bausch & Lomb Championships, Amelia Island     | Terra verde   | Barbara Schett       | Sandra Cacic Mary Pierce            | 6(5)–7, 6–4, 6(5)–7 |
| 2.  | 19 luglio 1998  | Internazionali Femminili di Palermo, Palermo   | Terra rossa   | Barbara Schett       | Elena Pampoulova                    | 4-6, 2-6            |
| 3.  | 4 aprile 1999   | Family Circle Cup, Hilton Head                 | Terra verde   | Barbara Schett       | Elena Likhovtseva Jana Novotná      | 1-6, 4-6            |
| 4.  | 16 luglio 2000  | WTA Austrian Open, Klagenfurt                  | Terra rossa   | Barbara Schett       | Laura Montalvo Paola Suárez         | 6(5)–7, 1-6         |
| 5.  | 28 ottobre 2001 | BGL Luxembourg Open, Lussemburgo               | Cemento (i)   | Bianka Lamade        | Elena Bovina Daniela Hantuchová     | 3-6, 3-6            |
| 6.  | 28 aprile 2003  | Croatian Bol Ladies Open, Bol                  | Terra rossa   | Emmanuelle Gagliardi | Petra Mandula Patricia Wartusch     | 3-6, 2-6            |
| 7.  | 31 ottobre 2004 | Upper Austria Ladies Linz, Linz                | Cemento (i)   | Nathalie Dechy       | Janette Husárová Elena Likhovtseva  | 2-6, 5-7            |
| 8.  | 10 aprile 2005  | Bausch & Lomb Championships, Amelia Island (2) | Terra verde   | Květa Peschke        | Bryanne Stewart Samantha Stosur     | 4-6, 2-6            |
| 9.  | 19 ottobre 2008 | Open di Zurigo, Zurigo                         | Sintetico (i) | Anna-Lena Grönefeld  | Cara Black Liezel Huber             | 1–6, 6(3)–7         |
| 10. | 19 aprile 2009  | Family Circle Cup, Charleston (2)              | Terra verde   | Līga Dekmeijere      | Bethanie Mattek-Sands Nadia Petrova | 6(5)–7, 6–2, [11–9] |
| 11. | 27 luglio 2009  | Istanbul Cup, Istanbul                         | Cemento       | Julia Görges         | Lucie Hradecká Renata Voráčová      | 6–2, 3–6, [10–12]   |

## Statistiche ITF

### Singolare

#### Vittorie (7)
| Torneo $100.000 (0) |
| Torneo $80.000 (0)  |
| Torneo $75.000 (0)  |
| Torneo $60.000 (0)  |
| Torneo $50.000 (0)  |
| Torneo $25.000 (2)  |
| Torneo $15.000 (0)  |
| Torneo $10.000 (5)  |

| N. | Data             | Torneo                                 | Superficie  | Avversaria in finale | Score         |
| 1. | 4 maggio 1995    | ITF Women's Circuit Nitra, Nitra       | Terra rossa | Bárbara Castro       | 1-6, 6-2, 6-3 |
| 2. | 21 maggio 1995   | ITF Women's Circuit Prešov, Prešov     | Terra rossa | Jana Ondrouchová     | 6-1, 6-0      |
| 3. | 25 giugno 1995   | ITF Women's Circuit Cureglia, Cureglia | Terra rossa | Camilla Kremer       | 6-2, 6-1      |
| 4. | 6 settembre 2015 | ITF Women's Circuit Prague, Praga      | Terra rossa | Zuzana Luknárová     | 6-1, 6-2      |
| 5. | 22 maggio 2016   | Rising Star Tour, Båstad               | Terra rossa | Melanie Stokke       | 6-1, 6-3      |
| 6. | 1º luglio 2017   | Open GDF SUEZ du Périgord, Périgueux   | Terra rossa | Camilla Rosatello    | 6-4, 7-5      |
| 7. | 30 luglio 2017   | BMW AHG Cup, Horb                      | Terra rossa | Conny Perrin         | 6-3, 6-1      |

## Risultati in progressione
| Sigla | Risultato               |
| ----- | ----------------------- |
| V     | Vincitore               |
| F     | Finalista               |
| SF    | Semifinalista           |
| O     | Oro olimpico            |
| A     | Argento olimpico        |
| SF    | Bronzo olimpico         |
| QF    | Quarti di Finale        |
| 4T    | Quarto turno            |
| 3T    | Terzo turno             |
| 2T    | Secondo turno           |
| 1T    | Primo turno             |
| RR    | Round Robin             |
| LQ    | Turno di qualificazione |
| A     | Assente                 |
| ND    | Non disputato           |

| Legenda superfici    |
| -------------------- |
| Cemento              |
| Terra battuta        |
| Erba                 |
| Superficie variabile |

### Singolare
| Torneo                                     | 1993          | 1994          | 1995          | 1996          | 1997          | 1998          | 1999          | 2000          | 2001          | 2002          | 2003          | 2004          | 2005          | 2006          | 2007          | 2008          | 2009          | 2010          | 2011          | Titoli | V-S      |
| ------------------------------------------ | ------------- | ------------- | ------------- | ------------- | ------------- | ------------- | ------------- | ------------- | ------------- | ------------- | ------------- | ------------- | ------------- | ------------- | ------------- | ------------- | ------------- | ------------- | ------------- | ------ | -------- |
| Tornei del Grande Slam                     |               |               |               |               |               |               |               |               |               |               |               |               |               |               |               |               |               |               |               |        |          |
| Australian Open                            | A             | A             | A             | LQ            | 4T            | 4T            | 2T            | 4T            | 1T            | 1T            | 4T            | SF            | QF            | QF            | 4T            | 2T            | 2T            | A             | 1T            | 0 / 14 | 31–14    |
| Open di Francia                            | A             | A             | A             | 1T            | 3T            | QF            | 3T            | 1T            | 2T            | 4T            | 4T            | 2T            | 4T            | 4T            | 4T            | QF            | 1T            | 1T            | 1T            | 0 / 16 | 29–16    |
| Wimbledon                                  | A             | A             | A             | 1T            | 1T            | 2T            | 1T            | 2T            | 3T            | 2T            | 1T            | 2T            | 1T            | 2T            | 4T            | 1T            | 1T            | 1T            | A             | 0 / 15 | 10–15    |
| US Open                                    | A             | A             | A             | A             | 3T            | QF            | 3T            | 2T            | 2T            | 3T            | 2T            | 4T            | 4T            | 4T            | 3T            | QF            | 2T            | 3T            | A             | 0 / 14 | 32–14    |
| Vittorie-Sconfitte                         | 0–0           | 0–0           | 0–0           | 0–2           | 7–4           | 12–4          | 5–4           | 5–4           | 4–4           | 6–4           | 7–4           | 10–4          | 10–4          | 11–4          | 11–4          | 9–4           | 2–4           | 2–3           | 0–2           | 0 / 59 | 102 / 59 |
| Tornei di fine anno                        |               |               |               |               |               |               |               |               |               |               |               |               |               |               |               |               |               |               |               |        |          |
| WTA Tour Championships                     | A             | A             | A             | A             | A             | 1T            | A             | A             | A             | 1T            | A             | A             | RR            | A             | A             | A             | A             | A             | A             | 0 / 3  | 1–4      |
| WTA Premier Mandatory                      |               |               |               |               |               |               |               |               |               |               |               |               |               |               |               |               |               |               |               |        |          |
| Indian Wells                               | Non Tier I    | Non Tier I    | Non Tier I    | A             | A             | A             | 3T            | 3T            | 2T            | 2T            | A             | A             | A             | A             | A             | A             | 2T            | 2T            | 1T            | 0 / 7  | 4–7      |
| Key Biscayne                               | A             | A             | A             | A             | 2T            | 4T            | 4T            | 3T            | 2T            | 2T            | A             | A             | 3T            | 4T            | 2T            | 3T            | 3T            | 2T            | 2T            | 0 / 13 | 13–12    |
| Madrid                                     | Non disputato | Non disputato | Non disputato | Non disputato | Non disputato | Non disputato | Non disputato | Non disputato | Non disputato | Non disputato | Non disputato | Non disputato | Non disputato | Non disputato | Non disputato | Non disputato | SF            | 3T            | 1T            | 0 / 3  | 6–3      |
| Pechino                                    | Not Held      | Not Held      | Not Held      | Not Held      | Not Held      | Not Held      | Not Held      | Not Held      | Not Held      | Not Held      | Not Held      | Not Tier I    | Not Tier I    | Not Tier I    | Not Tier I    | Not Tier I    | 2T            | 2T            | A             | 0 / 2  | 2–2      |
| WTA Premier 5                              |               |               |               |               |               |               |               |               |               |               |               |               |               |               |               |               |               |               |               |        |          |
| Dubai                                      | Non Tier I    | Non Tier I    | Non Tier I    | Non Tier I    | Non Tier I    | Non Tier I    | Non Tier I    | Non Tier I    | Non Tier I    | Non Tier I    | Non Tier I    | Non Tier I    | Non Tier I    | Non Tier I    | Non Tier I    | Non Tier I    | A             | 1T            | 3T            | 0 / 2  | 2–2      |
| Roma                                       | A             | A             | A             | A             | SF            | 1T            | 3T            | 1T            | 2T            | 2T            | 3T            | 2T            | F             | 3T            | SF            | QF            | 3T            | 2T            | 1T            | 0 / 15 | 24–15    |
| Cincinnati                                 | Non disputato | Non disputato | Non disputato | Non disputato | Non disputato | Non disputato | Non disputato | Non disputato | Non disputato | Non disputato | Non disputato | Non Tier I    | Non Tier I    | Non Tier I    | Non Tier I    | Non Tier I    | 2T            | A             | A             | 0 / 1  | 1–1      |
| Montréal / Toronto                         | A             | A             | A             | A             | A             | 1T            | 1T            | 2T            | A             | 2T            | A             | A             | A             | A             | 3T            | 3T            | 2T            | 2T            | A             | 0 / 8  | 10–9     |
| Tokyo                                      | A             | A             | A             | A             | A             | A             | A             | A             | A             | A             | A             | A             | A             | A             | A             | A             | 1T            | A             | A             | 0 / 1  | 0–1      |
| Tier I (né Premier Mandatory né Premier 5) |               |               |               |               |               |               |               |               |               |               |               |               |               |               |               |               |               |               |               |        |          |
| Charleston                                 | A             | A             | A             | A             | 2T            | QF            | SF            | 3T            | 1T            | F             | 2T            | SF            | SF            | F             | 2T            | QF            | NM5           | NM5           | NM5           | 0 / 12 | 27–12    |
| Mosca                                      | Non disputato | Non disputato | Non disputato | NT I          | 2T            | 2T            | 1T            | 2T            | A             | A             | 1T            | 1T            | 2T            | QF            | 2T            | A             | NM5           | NM5           | NM5           | 0 / 10 | 6–9      |
| Doha                                       | Non disputato | Non disputato | Non disputato | Non disputato | Non disputato | Non disputato | Non disputato | Non disputato | Non Tier I    | Non Tier I    | Non Tier I    | Non Tier I    | Non Tier I    | Non Tier I    | Non Tier I    | 2T            | Non disputato | Non disputato | NM5           | 0 / 3  | 4–3      |
| Berlino                                    | A             | A             | A             | A             | 1T            | 1T            | QF            | 1T            | 3T            | A             | 3T            | 3T            | SF            | QF            | QF            | 1T            | Non disputato | Non disputato | Non disputato | 0 / 11 | 16–10    |
| San Diego                                  | Non Tier I    | Non Tier I    | Non Tier I    | Non Tier I    | Non Tier I    | Non Tier I    | Non Tier I    | Non Tier I    | Non Tier I    | Non Tier I    | Non Tier I    | 1T            | QF            | SF            | F             | Non disputato | Non disputato | NM5           | NM5           | 0 / 4  | 10–4     |
| Zurigo                                     | A             | LQ            | 2T            | 1T            | 1T            | 2T            | 2T            | 1T            | 1T            | V             | QF            | SF            | F             | 1T            | 2T            | NT I          | Non disputato | Non disputato | Non disputato | 1 / 14 | 18–13    |
| Philadelphia                               | A             | A             | A             | Non Tier I    | Non Tier I    | Non Tier I    | Non Tier I    | Non Tier I    | Non disputato | Non disputato | Non Tier I    | Non Tier I    | Non Tier I    | Non disputato | Non disputato | Non disputato | Non disputato | Non disputato | Non disputato | 0 / 0  | 0–0      |
| Carriera                                   |               |               |               |               |               |               |               |               |               |               |               |               |               |               |               |               |               |               |               |        |          |
| Tornei vinti                               | 0             | 0             | 3             | 0             | 0             | 5             | 1             | 0             | 1             | 1             | 0             | 0             | 2             | 0             | 0             | 1             | 0             | 0             | 0             | N/A    | 14       |
| Ranking di fine anno                       | N/A           | 786           | 152           | 64            | 26            | 11            | 21            | 25            | 37            | 15            | 23            | 14            | 7             | 9             | 16            | 14            | 43            | 44            | N/A           | N/A    | N/A      |

## Vittorie contro giocatrici top 10
| Stagione | 1997 | 1998 | 1999 | 2000 | 2001 | 2002 | 2003 | 2004 | 2005 | 2006 | 2007 | 2008 | 2009 | 2010 | Totale |
| -------- | ---- | ---- | ---- | ---- | ---- | ---- | ---- | ---- | ---- | ---- | ---- | ---- | ---- | ---- | ------ |
| Vittorie | 4    | 6    | 1    | 2    | 1    | 6    | 2    | 2    | 5    | 3    | 5    | 1    | 3    | 1    | 42     |

| #    | Giocatrice                  | Ranking | Evento                                     | Superficie    | Turno | Punteggio           | Rank. PSR |
| ---- | --------------------------- | ------- | ------------------------------------------ | ------------- | ----- | ------------------- | --------- |
| 1997 |                             |         |                                            |               |       |                     |           |
| 1.   | Iva Majoli (1)              | 8       | Australian Open, Melbourne                 | Cemento       | 1T    | 7-5, 6-1            | 63        |
| 2.   | Amanda Coetzer (1)          | 10      | Internazionali d'Italia, Roma              | Terra rossa   | 3T    | 7-6(3), 7-5         | 51        |
| 3.   | Arantxa Sánchez Vicario (1) | 7       | Internazionali d'Italia, Roma              | Terra rossa   | QF    | 6-1, 6-1            | 51        |
| 4.   | Iva Majoli (2)              | 4       | Filderstadt Open, Filderstadt              | Cemento (i)   | 2T    | 6-2, 6-2            | 34        |
| 1998 |                             |         |                                            |               |       |                     |           |
| 5.   | Iva Majoli (3)              | 5       | Faber Grand Prix, Hannover                 | Sintetico (i) | 2T    | 6-1, 6-3            | 25        |
| 6.   | Jana Novotná (1)            | 3       | Faber Grand Prix, Hannover                 | Sintetico (i) | F     | 6-0, 2-6, 7-5       | 25        |
| 7.   | Arantxa Sánchez Vicario (2) | 6       | Hamburg European Open, Amburgo             | Terra rossa   | QF    | 6-3, 6-0            | 18        |
| 8.   | Amanda Coetzer (2)          | 4       | Open di Francia, Parigi                    | Terra rossa   | 1T    | 6-4, 3-6, 8-6       | 18        |
| 9.   | Jana Novotná (2)            | 3       | Grand Slam Cup, Monaco di Baviera          | Cemento (i)   | QF    | 2-6, 7-5, 7-5       | 9         |
| 10.  | Martina Hingis (1)          | 1       | Grand Slam Cup, Monaco di Baviera          | Cemento (i)   | SF    | 5-7, 7-5, 5-5 rit.  | 9         |
| 1999 |                             |         |                                            |               |       |                     |           |
| 11.  | Mary Pierce                 | 7       | Australian Hardcourts, Gold Coast          | Cemento       | F     | 4-6, 7-6(5), 6-2    | 11        |
| 2000 |                             |         |                                            |               |       |                     |           |
| 12.  | Amélie Mauresmo (1)         | 6       | Australian Open, Melbourne                 | Cemento       | 2T    | 6-4, 6-4            | 29        |
| 13.  | Sandrine Testud             | 10      | Amelia Island Championships, Amelia Island | Terra verde   | 2T    | 7-6(4), 7-6(0)      | 30        |
| 2001 |                             |         |                                            |               |       |                     |           |
| 14.  | Conchita Martínez           | 9       | Hamburg European Open, Amburgo             | Terra rossa   | 2T    | 6-3, 2-6, 6-2       | 46        |
| 2002 |                             |         |                                            |               |       |                     |           |
| 15.  | Jelena Dokić                | 6       | Diamond Games, Anversa                     | Sintetico (i) | 2T    | 4-6, 6-4, 1-1 rit.  | 42        |
| 16.  | Amélie Mauresmo (2)         | 10      | Charleston Open, Charleston                | Terra verde   | 2T    | 6-4, 3-6, 6-2       | 30        |
| 17.  | Serena Williams (1)         | 7       | Charleston Open, Charleston                | Terra verde   | QF    | 2-6, 6-4, 7-5       | 30        |
| 18.  | Jennifer Capriati           | 1       | Charleston Open, Charleston                | Terra verde   | SF    | 6-4, 6-3            | 30        |
| 19.  | Daniela Hantuchová          | 9       | Zurich Open, Zurigo                        | Cemento (i)   | QF    | 6(5)-7, 6-3, 7-6(5) | 19        |
| 20.  | Lindsay Davenport (1)       | 10      | Zurich Open, Zurigo                        | Cemento (i)   | F     | 6(5)-7, 7-6(8), 6-3 | 19        |
| 2003 |                             |         |                                            |               |       |                     |           |
| 21.  | Amélie Mauresmo (3)         | 7       | Zurich Open, Zurigo                        | Cemento (i)   | 2T    | 6-2, 6-2            | 18        |
| 22.  | Anastasija Myskina (1)      | 9       | Austria Ladies Linz, Linz                  | Cemento (i)   | QF    | 6-1, 6-1            | 28        |
| 2004 |                             |         |                                            |               |       |                     |           |
| 23.  | Elena Dement'eva (1)        | 6       | Charleston Open, Charleston                | Terra verde   | 3T    | 6-3, 6-1            | 17        |
| 24.  | Lindsay Davenport (2)       | 4       | Charleston Open, Charleston                | Terra verde   | QF    | 6-3, 6-2            | 17        |
| 2005 |                             |         |                                            |               |       |                     |           |
| 25.  | Elena Dement'eva (2)        | 6       | Australian Open, Melbourne                 | Cemento       | 4T    | 6(6)-7, 7-6(4), 6-2 | 14        |
| 26.  | Anastasija Myskina (2)      | 5       | Dubai Tennis Championships, Dubai          | Cemento       | QF    | 6(0)-7, 7-6(2), 6-2 | 14        |
| 27.  | Svetlana Kuznecova (1)      | 7       | German Open, Berlino                       | Terra rossa   | QF    | 6-2, 6-2            | 13        |
| 28.  | Marija Šarapova             | 2       | Internazionali d'Italia, Roma              | Terra rossa   | SF    | 3-6, 6-3, 6-1       | 13        |
| 29.  | Nadia Petrova (1)           | 10      | WTA Tour Championships, Los Angeles        | Cemento (i)   | RR    | 6-0, 5-7, 6-4       | 8         |
| 2006 |                             |         |                                            |               |       |                     |           |
| 30.  | Elena Dement'eva (3)        | 8       | Open Gaz de France, Parigi                 | Cemento (i)   | QF    | 6-3, 6-3            | 9         |
| 31.  | Justine Henin               | 3       | Charleston Open, Charleston                | Terra verde   | SF    | 2-6, 6-3, 6-2       | 9         |
| 32.  | Elena Dement'eva (4)        | 6       | San Diego Open, San Diego                  | Cemento       | QF    | 6-4, 6-3            | 8         |
| 2007 |                             |         |                                            |               |       |                     |           |
| 33.  | Martina Hingis (2)          | 7       | German Open, Berlino                       | Terra rossa   | 3T    | 6-4, 6-0            | 19        |
| 34.  | Nadia Petrova (2)           | 9       | San Diego Open, San Diego                  | Cemento       | QF    | 6-4, 6-4            | 17        |
| 35.  | Serena Williams (2)         | 6       | Zurich Open, Zurigo                        | Cemento (i)   | 1T    | 6-0, 3-0 rit.       | 17        |
| 36.  | Anna Čakvetadze             | 7       | Austria Ladies Linz, Linz                  | Cemento (i)   | QF    | 6-1, 6-0            | 17        |
| 37.  | Marion Bartoli              | 9       | Austria Ladies Linz, Linz                  | Cemento (i)   | SF    | 7-6(5), 6-3         | 17        |
| 2008 |                             |         |                                            |               |       |                     |           |
| 38.  | Svetlana Kuznecova (2)      | 7       | Stuttgart Open, Stoccarda                  | Cemento (i)   | 1T    | 6-4, 4-6, 7-5       | 11        |
| 2009 |                             |         |                                            |               |       |                     |           |
| 39.  | Serena Williams (3)         | 2       | Internazionali d'Italia, Roma              | Terra rossa   | 2T    | 6-2, 2-6, 6-1       | 20        |
| 40.  | Nadia Petrova (3)           | 10      | Madrid Open, Madrid                        | Terra rossa   | 3T    | 6-4, 6(2)-7, 7-6(5) | 20        |
| 41.  | Jelena Janković             | 4       | Madrid Open, Madrid                        | Terra rossa   | QF    | 7-6(6), 6-3         | 20        |
| 2010 |                             |         |                                            |               |       |                     |           |
| 42.  | Agnieszka Radwańska         | 9       | Madrid Open, Madrid                        | Terra rossa   | 2T    | 3-6, 6-4, 6-4       | 48        |